# Species Plantarum
A obra Species Plantarum foi publicado pela primeira vez em 1753 como um trabalho de dois volumes, escrito por Lineu. É um livro importante por se tratar de um ponto de arranque para a nomenclatura botânica tal como existe hoje em dia. Algumas das características da obra são:
- continha descrição de todas as plantas conhecidas até então.
- permitia uma fácil identificação das plantas, por colocar todos os géneros em classes e ordens artificiais. Através da contagens dos pistilos e estames, mesmo alguém com pouco conhecimento de botânica conseguiria identificar a que género determinada planta pertencia.
- utilizava uma nomenclatura binomial para cada planta listada, separando desta maneira a nomenclatura botânica da taxonomia.[2]

Esta obra sofreu numerosas edições posteriores, expandindo a sua abrangência, mesmo após a morte do seu autor original. Esta obra também marca o ponto de partida para o florescimento do interesse e popularidade da ciência, sendo uma das mais importantes publicações sobre biologia de todos os tempos.

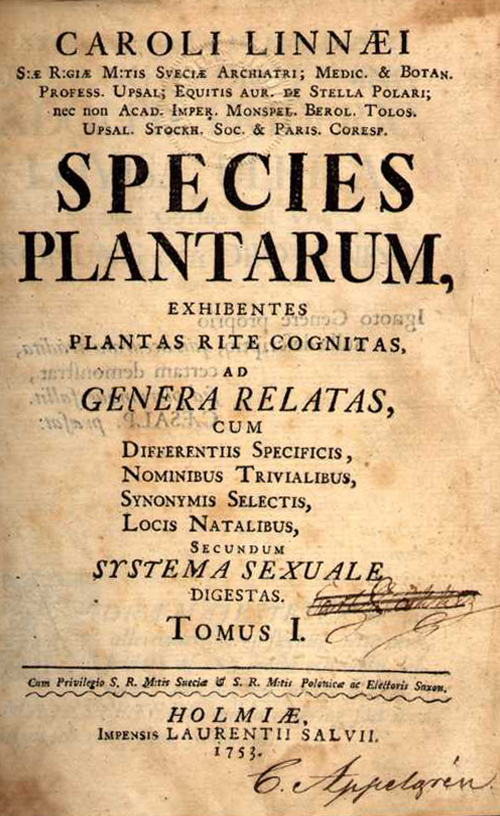
Capa da obra